# NGC 1440
NGC 1440 (ook: NGC 1442) is een lensvormig sterrenstelsel in het sterrenbeeld Eridanus. Het hemelobject werd op 20 september 1786 ontdekt door de Duits-Britse astronoom William Herschel.

## Synoniemen
- PGC 13752
- ESO 549-10
- MCG -3-10-43